# Красимир Петров
Красимир Петров е български хореограф и етнограф, автор на книги за българското танцово изкуство. Доцент (ВАК, 2003).

## Професионална биография
Красимир Петров е роден на 13 април 1943 г. в с. Стамболово, Търновско. През 1962 г. завършва средно образование в Държавно хореографско училище в София – специалност „Български танци“ в класа на Иван Тодоров. През 1978 г. завършва Полувисшия институт за музикални и хореографски кадри, а през 1983 г. се дипломира в Академията за музикално, танцово и изобразително изкуство в Пловдив.
През 1964 г. започва работа в Държавното хореографско училище в София, първоначално като асистент на Маргарита Дикова. В училището работи 35 години – 24 години като преподавател по български танци, 4 години като художествен ръководител на отдел „Български танци“ и заместник-директор и 7 години като директор. През това време създава и танците „Пирински моми“, „Добруджански мъжки танц“, „Ямболски коледари“, „Чудният свирец“.
От 1996 г. насам преподава във висши училища като АМТИИ (гр. Пловдив), СУ „Климент Охридски“, Нов български университет и Химико-технологичен и металургичен университет в София.
Работил е и към Института по изкуствознание на БАН.
От 2001 г. е председател на Управителния съвет на Сдружението на танцовите дейци, което работи за популяризиране на танцовото изкуство сред децата и младите хора. Многократно канен да журира различни конкурси и фестивали в България, както и в телевизионно предаване „Надиграй ме“.
От 2005 до 2009 г. е командирован от МОН като преподавател по български танци в Болградската гимназия „Георги Раковски“ – Украйна. Там той работи с близо 100 деца, потомци на бесарабските българи. Повече от 40 години сътрудничи на детско-юношески фолклорен ансамбъл „Изворче“ при Националния дворец на децата в София, работейки заедно със съпругата си Рахила Петрова. Там създава танците „Шопи“, „Мартенички“, „Еленино“, „Настроение“, „Северняшки хора и игри“, „Хора и игри от Шоплука“, „Коледари“, „Добруджанско настроение“ и други.

## Отличия
През 1996 г. Красимир Петров е награден със „Златна лира“ на Съюза на българските музикални и танцови дейци за високи творчески постижения. През 2000 г. ВАК го удостоява с научното звание „доцент“.

## Публикации
Автор е на пет учебника по български народни танци. Тези учебници са единствени по рода си в България и се ползват от ученици и студенти в средните и висши училища по танцово изкуство.
- „Български народни танци от Северозападна и Средна Северна България“,
- „Български народни танци от Средна Западна България“,
- „Български народни танци от Тракия“,
- „Български народни танци от Добруджа“,
- „Български народни танци от Пирин“.

Издава и книгата „Приносът на българските хореографи за сценичното пресъздаване на народните танци“, където прави анализ на творчеството на най-ярките български творци в областта на хореографията на фолклорна основа.